# Ferme-château de Housse

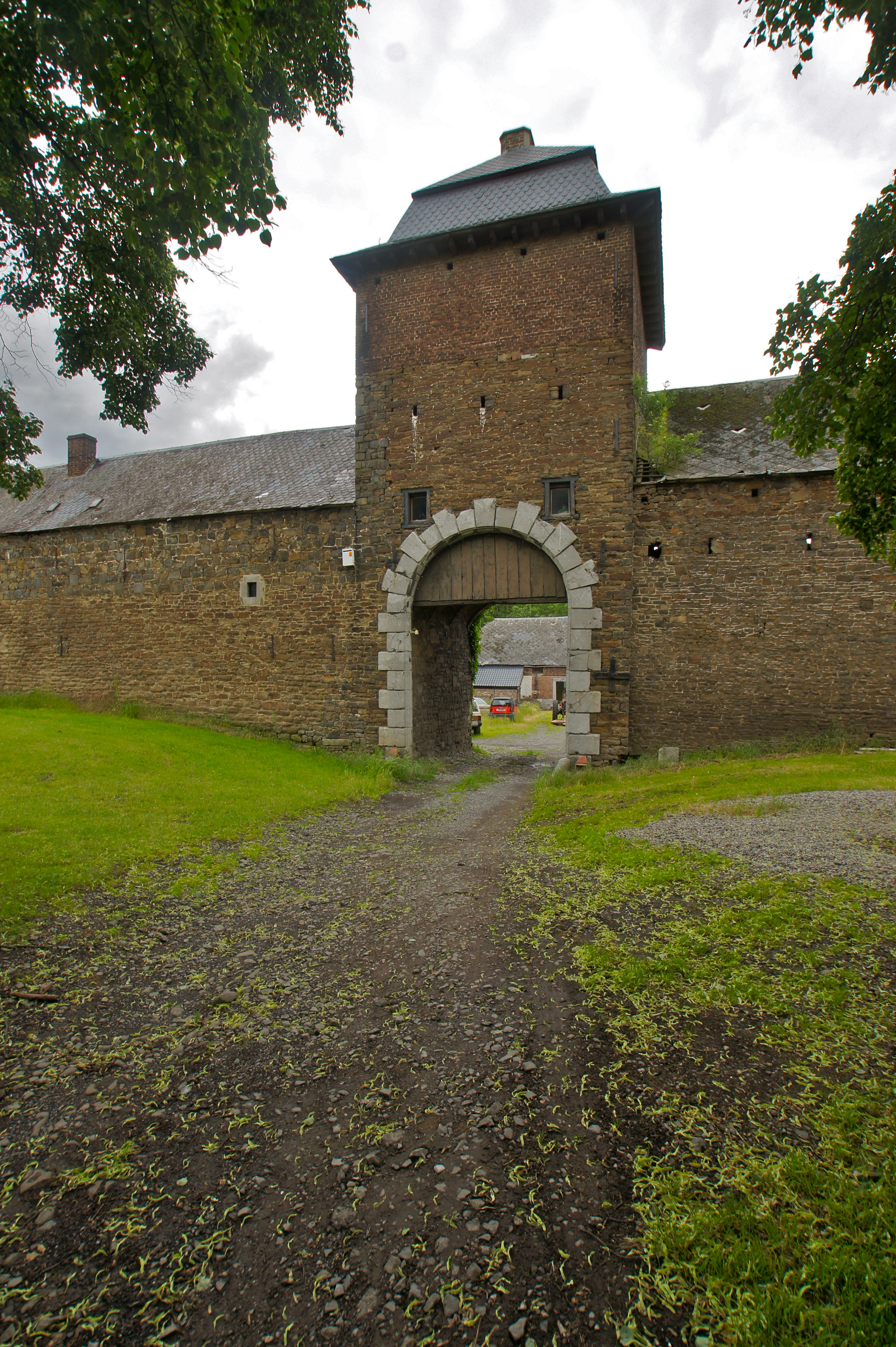
Corps de garde

La ferme-château de Housse est une ferme monumentale qui se dresse dans le village de Housse dans la commune belge de Blegny, rue Werihet 7.

## Bâtiment
Du bâtiment originel, la ferme-château de Housse conserve aujourd'hui ses ailes est et sud intactes, tandis que l'aile nord est en ruines. Les bâtiments, tous construits entre le XVIIe et le XVIIIe siècle, s'articulent autour d'une cour intérieure. Les murs extérieurs sont construits en blocs de grès et présentent peu de fenêtres. Les façades intérieures sont en briques et possèdent des encadrements en calcaire. La pointe sud du complexe présente une tour d'angle ronde datant du début du XVIIe siècle. La base de la tour est en blocs de grès, tandis que la partie supérieure est en briques avec des encadrements en calcaire. Cette tour comporte encore six meurtrières.
L'aile est abrite en son centre un porche d'entrée imposant de quatre étages, dont la partie supérieure est une rehausse en briques. Ce porche donne accès à un pigeonnier. À gauche du porche se trouve une partie résidentielle, et à droite une autre partie résidentielle et les écuries. L'aile sud abrite également des écuries, tandis que l'aile nord comprenait une grande grange dont le toit a disparu. À droite de la grange se trouvaient les porcheries. L'aile ouest a été remplacée par un bâtiment plus récent.